# Morris Ital
Morris Ital är en personbil, tillverkad av den brittiska biltillverkaren Morris mellan 1980 och 1984.
British Leyland arbetade med att ta fram en modern efterträdare till Morris Marina och Austin Allegro. Men på grund av knappa resurser drog arbetet ut på tiden. För att hålla liv i försäljningen genomfördes en lätt ansiktslyftning av Marinan. Med ny front och akter bytte bilen namn till Morris Ital. På motorsidan tillkom en större version av O-motorn, annars var bilarna identiska.
1982 uppgraderades framvagnen, som varit svårt kritiserad ända sedan Morris Marina debuterade 1971. Torsionsfjädringen behölls, men teleskopstötdämpare ersatte de tidigare stötdämparna av hävarmstyp.
1984 ersattes slutligen Ital, som kan spåra sitt ursprung tillbaka till fyrtiotalskonstruktionen Morris Minor, av den framhjulsdrivna Austin Montego.
Morris Ital erbjöds, liksom företrädaren, även som lätt lastbil, antingen med täckt skåp eller öppet flak. Produktionen av lastbilarna fortsatte ytterligare ett halvår efter att personbilarna lagts ned. Därefter försvann märket Morris.
Varianter:
| Modell | Motor               | Cylindervolym | Effekt | Bränslesystem      |
| ------ | ------------------- | ------------- | ------ | ------------------ |
| 1.3    | 4-cyl radmotor ohv  | 1275 cm³      | 61 hk  | Enkel SU förgasare |
| 1.7    | 4-cyl radmotor SOHC | 1695 cm³      | 78 hk  | Enkel SU förgasare |
| 2.0    | 4-cyl radmotor SOHC | 1993 cm³      | 90 hk  | Enkel SU förgasare |